# Vékony Ildikó
Vékony Ildikó (Szőny, 1963. május 29. – Budapest, 2009. október 3.) cimbalomművész.

## Életpályája
Hétéves korában a VIII. kerületi zeneiskolában Szeverényi Ilona irányítása mellett kezdett cimbalmozni. 1984-ben a Liszt Ferenc Zeneművészeti Főiskolán szerzett diplomát Gerencsér Ferenc növendékeként. 1984-ben a Fővárosi Vándor Sándor Állami Zeneiskolában kezdett tanítani.
Zenei gondolkodásmódjára nagy hatással volt Kurtág György és Rados Ferenc iskolája, valamint az Új Zenei Stúdió zeneszerzői.
Európa jó néhány országában koncertezett, fesztiválok meghívottja, neves zenekarok cimbalmos közreműködője volt (Berlini Filharmonikusok, Müncheni Filharmonikusok, Kölni Rádió Szimfonikus Zenekara). Fellépett többek között a zürichi Tonhalléban, Berlinben és a müncheni Philharmonieban. Vendége volt az Orlando Fesztiválnak, a Wiener Festwochennek, a Musikfestspiele Saarnak, a Salzburgi Osterfestspielenek. Együtt dolgozott Claudio Abbadóval, Peskó Zoltánnal, Eötvös Péterrel. Gyakran szerepelt az ÚMZE kamaraegyüttessel és az Amadinda Ütőegyüttessel.

## Művészete
„Rácz Aladár óta a cimbalom legnagyobb művésze volt” – írta róla  Gémesi Géza karmester.
Repertoárja a XII. század muzsikájától Bachon át, korunk zenéjéig terjedt. Sok kortárs mű bemutatója fűződött nevéhez. Mai magyar zeneszerzők (Kurtág György, Jeney Zoltán, Vidovszky László, Kondor Ádám, Sáry László, Sári József, Soós András, Sugár Miklós, Csapó Gyula) műveinek előadásáért több alkalommal kapta meg az Artisjus elismerését. Számos rádió- és lemezfelvétel közreműködője.
"... Játékát a cimbalom technikai lehetőségeit messze kitágító virtuozitás, a művek tökéletes szellemi birtoklása, az előadói alázat és az egyéni fantázia teljes egyensúlya jellemezte. Bár minden mű megszólalásáról csak a legnagyobb elismerés hangján lehet szólni, a Bach-tételek előadása alatt valósággal megállt a levegő a teremben. Úgy tűnt, mintha az artikuláció, a retorika, a dinamika és tempók kérdésében Vékony Ildikó mindent tudna a barokk zene előadásmódjáról, de ezt a tudást olyan magától értetődő természetességgel viszi át játékába, hogy a hallgatónak eszébe sem jut a historikus hűségről gondolkodni." (Szitha Tünde, 2007. július, Muzsika)
Szálkák (Splinters) c. lemeze 2002 áprilisában elnyerte  a Charles Cros Akadémia "Coup de cœur" díját. Kurtág a lemezen hallható Szálkák c. darabját neki írta.
With Mallets  and strings c. lemezén J. S. Bach partitákat és szonátákat játszik, valamint egy-egy C. Ph. E. Bach,  Jeney Zoltán és Kondor Ádám művet.

## Kritikák
- "... I've surprised myself by the number of times over the past few weeks that I've played this disc. The cimbalom sound never ceases to amaze and fascinate me, and Vékony's program and playing are rewarding and enriching." (Grant Chu Covell, La Folia Online Music Review)
- "...Wieviel eindrucksvoller gerieten die "natur-belassenen" Beitrage dieser "moderne-luzerne"-Matinee, zwieschen Zimbal-"Splittern" mit der hochkonzentrierten Ildikó Vékony, den Duos op. 4 mit ihr und dem Geiger Hansheinz Schneeberger und den zauberhaften "Játékok" des Ehepaars Kurtág!" (Ellen Kohlhaas, 2000. szeptember 5. Frankfurter Allgemeine Zeitung)
- "... Lunghi e lunghi applausi al termine, anche alla bravissima solista ai cimbalom, Ildikó Vékony, che con sensibilitá e mistero ha tradotto i quattro movimenti di Scheggia per cimbalom solo." (Carlo De Pirro, 2001. július 29. La Nuova Venezia)
- "Superbe récital contemporain que ce bouquet d'oeuvres hongroises inconnues du grand public, interprétées avec raffinement et intelligent par Ildikó Vékony." (Académie Charles Cros, Coups de coeur Musique Contemporaine 2002)
- "... the most roundly moving performance was that of Ildikó Vékony, who played Kurtág's Splinters - lonely, aching, four movement work, revised in 1973 for solo cimbalom - with astonishing ferocity and tenderness; pulling the sweetest coppery syllables from her watery, mysterious, dark-toned instrument." (Anna Picard, 2003. május 4. Independent)

## Az emlékére  írt darabok
- Sáry László Triptichon Vékony Ildikó emlékére (2011)
- Soós András: Passé composé – gyászénekek Vékony Ildikó emlékére (2014)
- Sáry László Két kép Vékony Ildikó emlékére (2015)
- Nagy Ákos In memoriam Ildikó Vékony (2011)  preparált cimbalomra művében a hegedű szordínójára hasonlító preparátumokat (eredetileg a preparált zongora mintájára csipeszeket) ír elő, amit Nagy Ákos cimbalomkészítővel közösen alkotott meg, a cimbalom f és aisz húrjaira. Mint műismertetőjében írjaː „Szerettem volna olyan harangszerű hangokat darabomban hallani, amely a lélekharang funkcióját látja el. A lélekharangét, amely a templomokban egy lélek e világból való távozásának hírüladását szolgálja.”

## Az emlékére rendezett koncertek
- Budahegyvidéki református templom, 2010  (karmester: Gémesi Géza)
- Kurtág (távollétében) 85 – Vékony Ildikó emlékének ajánlva, 2011. február 20. Bartók Béla Nemzeti Hangversenyterem
- Kurtág 90 - Truszova / Szálkák (- Vékony Ildikó emlékére) / Ahmatova 2016. február 1. BMC Koncertterem

## Díjai, elismerései
- A Szerzői Jogvédő Hivatal díja (1983)
- Artisjus komolyzenei előadói díj (1986, 1991, 1993, 1995, 1999, 2001, 2004, 2006)

## Koncertek
- 2009. január 31-én, a New York-i Carnegie Hall Zankel termében, az Extremely Hungary rendezvénysorozat keretében közös koncertet szenteltek Ligeti György és Kurtág György műveinek. Ez a hanglemez a Carnegie Hall-beli hangverseny élő felvételét tartalmazza.
- Insel Festival, 1994 Hombroich (Kurtág: Szálkák)
- NDR, Kurtág-kamaraművek, 1994 Hamburg
- Berlini Filharmonikusok / Claudio Abbado, 1993 Berlin, 1994 Köln (Kurtág: Zenekari művek)
- Tonhalle-Orchester / Peskó Zoltán, 1995 Zürich (Kurtág: Szálkák, zenekari művek)
- Weltmusiktage 95 WDR / Peskó Zoltán, 1995 Essen
- Orlando Festival, 1995 Hollandia (Kurtág kamaraművek)
- Hommage a György Kurtág zum 70. Geburtstag, 1996 Berlin, Philharmonie Kammermusiksaal
- Osterfestspiele Salzburg 1997 Salzburg, Mozarteum
- Musikfestspiele Saar, 1997 Saarbrücken, Funkhaus Holberg
- Kurtág-kamaraművek, 1999 München, Marstall
- Müncheni Filharmonikusok / Peskó, 2000 München
- West Cork Chamber Musik Festival, 2001 Írország
- Venezia / Kurtág, 2001
- Bartók Fesztivál, 2001 Szombathely
- Orchestre National Bordeaux / Hans Graf, 2002 Bordeaux
- BBC Szimfonikus Zenekar / Peskó, 2003 London, Barbican Hall
- Ittinger Pfingtkonzerte, 2005
- Wien Modern 2006 / Radio Symphonieorchester Wien
- Ungarischen Akzent / Essen 2006
- Theater Regensburg / Sári Cimbalomverseny 2006
- Bamberger Symphoniker 2007
- Festival de Marseille 2007 / Nomád mese - színházi előadás Sáry László zenéivel
- Eisenach/Wartburg 2007 Bach, Kurtág (Keller Vonósnégyessel)

## Diszkográfia
- 2001 Vékony Ildikó: Szálkák (Vékony, Ildikó: Splinters)  BMC Records
- 2007 With mallets and strings  BMC Records - BMC CD 134

### Közreműködőként
- 1987 A Flowers, Chants, Hymn, Plays and Games for Cimbalom. Hungaroton - SLPX 12755  / LP
- 1988 Sugár Miklós: Ballada; Musica agile; Chorea; Áttűnések; Találkozások; Mozaik. (Sugár, Miklós: Ballad; Musica agile; Chorea; Dissolves; Meetings; Mosaic) Hungaroton - SLPX 12970/LP
- 1995 Fiatal zeneszerzők csoportja - IV. Antológia (Young Composer's Group; Anthology - IV). Hungaroton - HCD 31192
- 1999 Csapó Gyula: Kézfogás lövés után (Handshake after shot). BMC Records - BMC CD 013
- 1999 Sári József: Kérdések Hillélhez (Questions to Hillel). Hungaroton - HCD 31857
- 1999 Sári József: Láncolatok (Convergences). BMC Records - BMC CD 019
- 2001 Kondor Ádám: Prelude; Énekgyakorlatok; Hastiéres dalok etc. Hungaroton - HCD 31969
- BMC Records - BMC CD046
- 2002 Serei Zsolt: Nézek fel: csak fény (I look up just light). BMC Records - BMC CD 073
- 2003 Metszetek (Segments)  TOM-TOM Records - TTCD 49.
- 2003 Sáry László: Tánczene (Dance Music). BMC Records - BMC CD 069
- 2005 Dutilleux-Orchestral Works, Vol. 3. Arte Nova - SLPX 12970
- 2005 Sugár Miklós: Mozaik; Musica agile; Áttűnések; Felhő-variációk; Reminiscences; Chorea; Találkozások; Ballada; (Sugár, Miklós: Mosaic; Musica agile; Dissolves; Cloud Variations; Reminiscences; Chorea; Meetings; Ballad). Hungaroton - HCD 32326
- 2006 Presser Gábor: tizenkettő. Sony BMG
- 2007 Kurtág György Stradivarius/Ricordi Oggi. STRAD57002
- 2012 Soós András: Hangszeres propriumok No. 3 - Alleluia (Instrumental Propers No. 3 - Alleluia) - „IN MEMORIAM...” KZM Edition CD 01